# David Chodounsky

David Chodounsky, född den 25 juni 1984 i Saint Paul, Minnesota, är en amerikansk alpin skidåkare, som har specialiserat sig på slalom och storslalom.
Chodounsky debuterade i världscupen den 21 december 2009. Han deltog vid OS i Sotji 2014 i slalom, där han åkte ur i första åket. 2011–2015 har han deltagit i världsmästerskapen, utan större framgångar. Han har blivit amerikansk mästare i slalom tre gånger – 2009, 2014 och 2015 – och australisk mästare i slalom 2013.